# 松本礼児
松本 礼児（まつもと れいじ、1943年2月17日 - 2011年12月19日）は、日本の作詞家。本名：今福正。

## 来歴
長野県松本市出身。長野県松本県ヶ丘高等学校を経て上智大学卒業後、日本航空に入社。
国際線のチーフパーサーとして勤務していたが、30代前半の頃、たまたま機内でレコード会社キャニオン・レコード（現：ポニーキャニオン）の社長と知り合い、引き抜かれる形で1976年に入社。以後、制作部の責任者として森昌子、前川清、夏川りみなどを手掛けた異色の経歴を持つ。
在職中の1979年に石野真子の「ジュリーがライバル」で作詞家デビュー。1988年には大月みやこの「乱れ花」で第21回日本作詩大賞の優秀作品賞、第9回古賀政男記念音楽大賞を受賞した。1992年頃に作詞家として独立し、森繁久彌の最後の歌となった「何処（いずこ）へ」も作詞した。
2011年12月19日午前4時40分頃、東京都世田谷区内の自宅玄関前で全身に火傷を負っているところを妻によって発見され、病院に搬送されたが死亡した。2階で寝ていた妻がうめき声に気づき、外に出たところ、倒れた松本を発見したという。近くにファンヒーターのタンクとライターが落ちていたことから、灯油をかぶって焼身自殺したとみられている。満68歳没。
松本が常務理事を務めていた日本作詩家協会会長の湯川れい子によると、数年前から体調を崩しており、半年ほど前には結石の手術を受けたものの、経過が思わしくなかったという。「痛みが凄かったと聞いている。もともと笑顔の多い人だが最近は浮かない顔をしていることが多かった。物忘れも増え、精神面の落ち込みが激しかった」と振り返っている。

## 主な楽曲
- 青木美保「人生三昧」
- 石野真子「ジュリーがライバル」「ハートで勝負」「バーニング・ラブ」
- 石原詢子「あなたにとまれ」
- 五木ひろし「紫陽花」
- 岩崎宏美「Life」
- 大月みやこ「乱れ花」
- 尾崎将司「少年のときめきで」（「Dr.タイフーン」主題歌）
- 角川博「あきらめて女」
- 河合奈保子「ムーンライト・キッス」
- 川島なお美「涙の海」
- きんさんぎんさん「きんちゃんとぎんちゃん」
- 香西かおり「なみだ発なみだ行き」
- 小松みどり「壊れた時計」
- 西城秀樹「SEXY ANGEL」（「BIG SUNSHINE/西城秀樹」収録）
- さこみちよ「涙もよう」
- 城之内早苗「都鳥（ゆりかもめ）」
- 高田みづえ「どうして私を愛したのですか」
- 千葉まなみ「ときめきの季節」「青い嵐」
- 敏いとうとハッピー&ブルー「横浜ものがたり」
- 野村将希「ついておいでよ」
- 細川たかし「女ごころ」
- 前川清「恋ごころ募らせて」
- 牧村三枝子「螢川」
- 村田英雄「なみだ坂」「男の祈り」「天下の夢」
- 森繁久彌「何処へ」
- 山本譲二「きらめく風の中で」

## 脚註
1. ↑  『現代物故者事典2009～2011』（日外アソシエーツ、2012年）p.577
2. 1 2  作詞家の松本礼児さん死亡 焼身自殺か（ニッカンスポーツ）
3. ↑  言葉の達人/作詞家：松本礼児さん
4. ↑  作詞家・松本礼児さんが自宅前で焼身自殺（サンケイスポーツ）
5. ↑  人気作詞家、ナゾの“焼身自殺”…モテたヤリ手に何が起きたのか
6. ↑  松本礼児さん　病気で悩み？「精神面の落ち込みが激しかった」